# Castillo Hagi

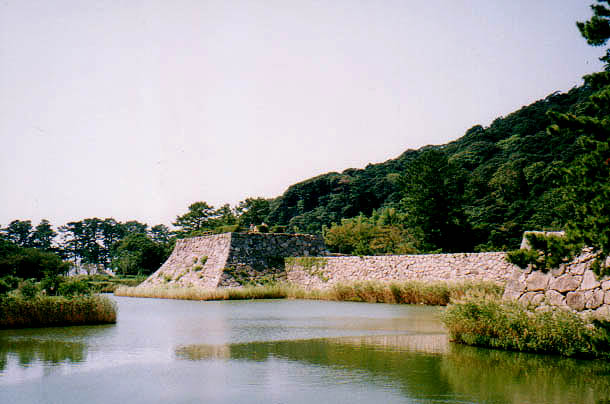
Ruinas del castillo.

El Castillo Hagi (萩城 Hagi-jō?), también conocido como castillo Shizuki es un castillo japonés ubicado en Hagi, prefectura de Yamaguchi, en Japón.

## Historia
Después de que Mōri Terumoto perdió sus tierras cerca de Hiroshima después de haber apoyado al bando perdedor de Ishida Mitsunari durante la batalla de Sekigahara, fue enviado a Hagi, donde construyó el castillo en 1604, el cual continuó bajo el control del clan Mōri hasta la Restauración Meiji. El castillo fue destruido en su mayoría en 1874, por lo que quedaron tan solo algunas ruinas.
Actualmente el castillo es un Sitio Histórico Nacional. Además, forma parte del conjunto patrimonial denominado Sitios de la revolución industrial de la era Meiji en Japón: siderurgia, construcciones navales y extracción de hulla que fue elegido Patrimonio de la Humanidad por la Unesco en 2015.